# Horst Rodemer
Horst Rodemer (* 31. Dezember 1938; † 9. Juli 2015) war ein deutscher Wirtschaftswissenschaftler. Er war Hochschullehrer an der Fakultät Betriebswirtschaft und Wirtschaftsingenieurwesen der Hochschule Offenburg.

## Leben und Wirken
Nach einer Lehre und Gehilfentätigkeit als Molkereifachmann, dem Abitur am Abendgymnasium für Berufstätige in Kassel, dem Studium der Betriebswirtschaftslehre an den Universitäten Göttingen und Frankfurt am Main war Rodemer von 1967 bis 1971 wissenschaftlicher Mitarbeiter am Institut für Betriebswirtschaft und Marktforschung der Bundesanstalt für Milchforschung in Kiel. 1972 bis 1982 arbeitete er als wissenschaftlicher Mitarbeiter im Institut für Weltwirtschaft der Universität Kiel, bevor er als Professor an die Fakultät für Betriebswirtschaft und Wirtschaftsingenieurwesen der Hochschule Offenburg berufen wurde. Von 1993 bis 1996 war er Dekan des Fachbereichs Wirtschaftsingenieurwesen, 2002 bis 2004 Leiter des Studiengangs Wirtschaftsingenieurwesen, bevor er in den Ruhestand verabschiedet wurde. Sein Lehrgebiet umfasste die internationalen Wirtschaftsbeziehungen, Operations Research, Führungslehre und Betriebliches Rechnungswesen, sowie Volkswirtschaftslehre. Zusätzlich leitete er verschiedene Arbeitsgruppen und begleitete die Studienreform des Wirtschaftsingenieurstudiums und den Ausbau internationaler Kooperationen im Bereich der Lehr- und Forschungsaktivitäten. Horst Rodemer lebte zuletzt im nordhessischen Grebenstein.

## Werke
- Zum Problem der Produktivitätsmessung in der Milchindustrie der Bundesrepublik Deutschland. Lucius & Lucius, 1971.
- Die EG-Agrarpolitik. Ziele, Wirkungen, Alternativen Herausgeber. Mohr, Kiel 1980, ISBN 3-16-343611-0.
- Der wirtschaftliche Niedergang in der Bundesrepublik Deutschland und in der Weimarer Republik. Institut für Weltwirtschaft (IfW), Kiel 1982.
- Über Sinn und Unsinn von Geschichtspolitik – Grundsätzliches in neun Punkten.
- Globalisierung, Europäische Integration und internationaler Standortwettbewerb Nomos Verlagsgesellschaft, Baden-Baden 2000, ISBN 3-7890-6767-9.